# 英國航空9號班機事故
英國航空009號班機（BA009），又稱「雅加達事件」，是英國航空一班原定由倫敦希思羅機場飛往紐西蘭奧克蘭國際機場的航班，途經孟買、清奈、吉隆坡、柏斯及墨爾本的事件。該事件發生於1982年6月24日，當時該航班使用註冊編號G-BDXH的波音747-200值飛。當該班機飛越印尼附近的空域時，飛入一片火山灰雲，造成四具引擎全部熄火。最終機組人員在飛機滑出火山灰雲後成功重啟引擎，並緊急降落在雅加達哈利姆·珀達納庫蘇馬國際機場，乘客和機組人員都安全無恙。

## 事件經過
GMT13:40（雅加達時間20:40），飛機正在爪哇島以南的印度洋上空飛行時，副機長羅傑·葛里夫斯（Roger Greaves）和飛航工程師巴里·唐利-弗里曼（Barry Townley-Freeman）注意到機頭出現了聖艾爾摩之火，立即警覺可能影響到飛行安全。他們提示乘客繫好安全帶，並檢查天氣雷達後啟動引擎的除冰系統，同時點亮安全帶燈號。
就在此時，機長埃里克·穆迪（Eric Moody）正好離開駕駛艙前往洗手間，並發現客艙內開始冒出煙霧，因此他立即指示機組人員找出煙霧來源。當時乘客在機上吸菸是合法的，但若引發空中火災後果則不堪設想。然而他們竭盡所能也無法找到煙霧的來源，同時飛航工程師檢查了機上的儀器後亦未能找到任何火災跡象。隨後煙霧逐漸加重，警報也隨之響起。有些乘客向外望去時驚覺到引擎尾部有異常的火光，猶如探照燈一般明亮，同時還能在引擎扇葉中看到火光。就在這時，四號引擎突然失去動力並熄火，接著二號、一號和三號引擎也相繼停止運轉。

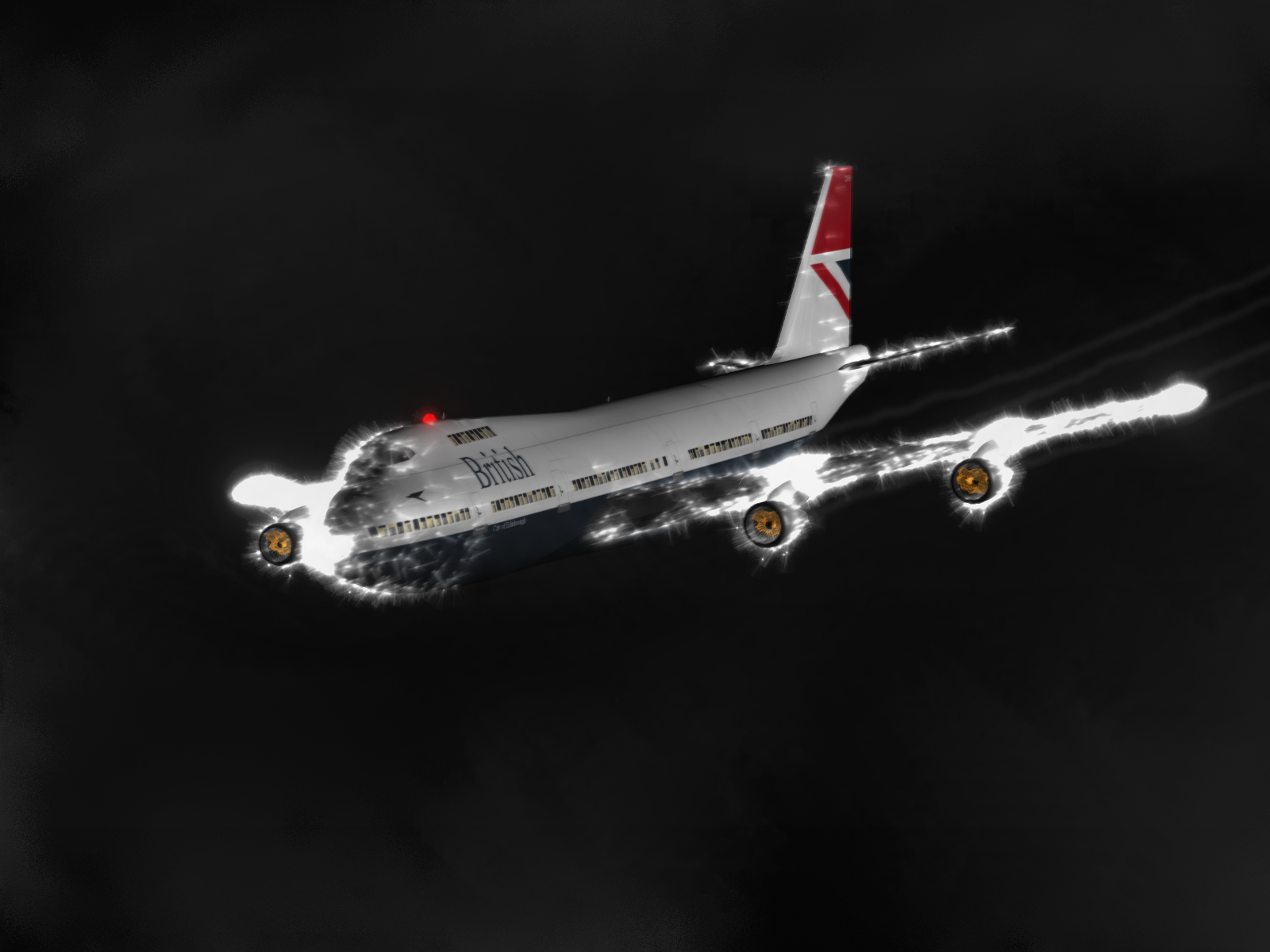
飛入一片火山灰雲的英航747（電腦數位畫像模擬）

這架波音747此時猶如一架滑翔機。在失去動力的情況下，一架波音747能夠以每下降一公里換取15公里的滑行距離。這表示在約11,280公尺（37,000英尺）的飛行高度時，飛機僅剩下169公里（91浬）的滑行距離，並將在印尼南方的海面上墜毀。GMT13:44（雅加達時間20:44），機長宣布進入緊急狀態，並向雅加達飛航情報區報告四具引擎已熄火。然而，印尼的航空交通管制員無法正確理解情況，最終訊息由另一架航班轉達後才使航管完全了解到這一狀況。
機長命令折返雅加達，並開始將飛機向左轉向。飛機一路下滑，同時機上的儀器接連失靈，雖然機長試圖多次重新啟動引擎但都無法成功。機上的乘客也開始感覺到情況不對勁，雖然空服員試圖安慰他們，但多數乘客仍感到不安，氧氣罩也因飛機持續急速下降，導致機艙氣壓突然變化而自動彈出。就在這時，機長發現另一個嚴重問題：客機滑翔至雅加達前將經過一座高山，飛機因高度不足將會在山上墜毀。機長於是考慮轉向在海上進行緊急迫降，並呼籲乘客穿上救生衣。
突然間，機上的四號引擎重新啟動，但危機並未解除，因為僅僅一具引擎並不足以驅動747客機避開高山。幸運的是，在千鈞一髮之際，其餘三具引擎相繼恢復運作，飛機得以及時爬升，避免與山相撞。在飛機準備降落時，聖艾爾摩之火現象再次出現使引擎功率再度下降，同時機組發現駕駛艙的窗戶嚴重刮損，再加上雅加達機場的主要引導系統當時故障，迫使這架客機必須在極惡劣的條件下進行手動降落。最終在機組成員的通力合作下，飛機成功平安降落。

## 事故之後

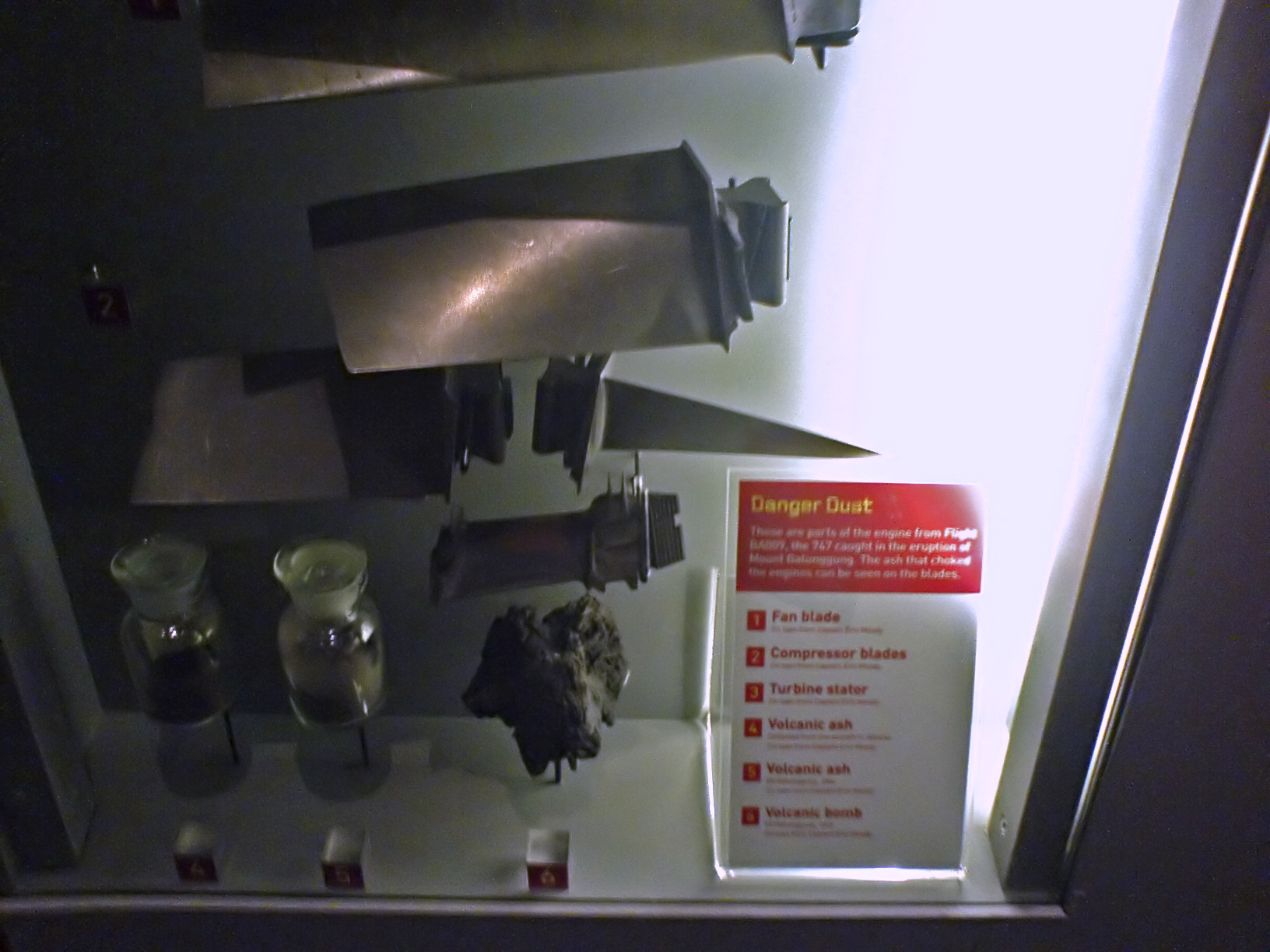
事故中受損的引擎部分組件現陳列於奧克蘭戰爭紀念博物館。

該客機抵達雅加達後，檢查人員無法找出事故原因，僅發現機身部分蒙皮塗漆、貼紙和擋風玻璃嚴重刮傷，直到引擎被送回勞斯萊斯原廠檢查，才在四具引擎的扇葉內發現大量火山灰。後續調查顯示，火山灰源自爪哇島西部的加隆貢火山。事發當晚該火山活動頻繁，釋放出的火山灰湧至15,000尺高空，並向西方飄移，正好橫越9號班機的航道。而這不是首次有班機受到火山影響，在此事件發生兩個多月前（1982年4月5日）加魯達印尼航空的一架DC-9也曾遭遇過類似情況。
事故發生後，印尼暫時封閉了加隆岡火山周圍的空域並數天後重新開放。然而19天後（7月13日）新加坡航空一架波音747在同一地區飛行時三台引擎同時熄火。印尼當局於是永久關閉該空域，重新定義了導引航道以避開該危險區域，並同時加強監測火山灰雲的狀態。
由於火山灰的特性非常堅硬，當飛機與火山灰摩擦時，可能產生聖艾爾摩之火的現象，同時也會造成機身塗漆脫落及無線電干擾的問題。據機長的報告，他們一直留意著機上的雷達系統，並未注意到當天天氣的異常。然而用來探測水氣的天氣雷達無法顯示乾燥的火山灰，這使得機員無法及時得知情況。
此外，一旦火山灰被吸入引擎後會在高溫下融化，附著在引擎內部造成氣流不順，進而導致燃燒不完全產生回火，最終引擎熄火。當飛機滑翔時，引擎內的溫度下降使火山灰脫落，因此9號班機在千鈞一髮之際得以重新啟動引擎。
事故後，涉事的747客機經過整修後仍繼續在英國航空服役至2004年。目前，英國航空9號班機的航線已改由倫敦飛往曼谷，並且使用波音777-236ER客機，取消了原先的柏斯、墨爾本及奧克蘭航線。值得一提的是，事故後該班機的機組人員與乘客組成了「加隆貢滑翔機俱樂部」，至今他們仍互相保持聯絡。
2024年3月，执飞本趟航班的机长艾瑞克·穆迪（Eric Moody）在家中逝世，终年84岁。

## 相關紀錄片
這次事故被製成《空中浩劫》第四季的「Falling from the Sky（All Engines failed）」；2010年4月20日，因為冰島埃亞菲亞德拉冰蓋火山噴發，國家地理頻道的空中浩劫時段原定播出加拿大航空797號班机，改播本集（於台灣播出）。

## 相似事故
- 荷蘭皇家航空867號班機

## 外部連結
- Airliners.net （页面存档备份，存于） G-BDXH照片